# Filipp Ivanovič Golikov
Filipp Ivanovič Golikov (in russo Филипп Иванович Голиков?; Borisova, 30 luglio 1900 – Mosca, 29 luglio 1980) è stato un generale e politico sovietico, comandante con successo di vari Fronti dell'Armata Rossa durante alcune importanti battaglie della seconda guerra mondiale sul fronte orientale nel periodo della battaglia di Stalingrado, dopo essere stato Direttore dei Servizi di Informazione Militare sovietici prima dell'attacco tedesco del 22 giugno 1941. Generale energico e preparato, cadde in disgrazia presso Iosif Stalin dopo la sconfitta nella terza battaglia di Char'kov del marzo 1943. Dopo quella battaglia ritornò nella capitale assumendo fino alla fine della guerra ruoli amministrativi nel Commissariato alla Difesa. Venne nominato Maresciallo dell'Unione Sovietica.

## Prima della guerra
Nato in un villaggio dell'oblast' di Kurgan, si arruolò nell'Armata Rossa giovanissimo nel 1918 e combatté nella Guerra Civile contro i Bianchi. Negli anni Venti e Trenta seguì una intensa preparazione politico-militare alla Scuola di Guerra (1931) e all'Accademia Militare Frunze di Mosca (1933). Passò quindi ai comandi operativi sul territorio: comandante di corpo nel 1937, membro del Soviet militare del distretto Bielorusso, comandante della 6ª Armata (con cui partecipò alle operazioni di occupazione della Polonia orientale nel 1939 (cosiddetta campagna di liberazione della Bielorussia e Ucraina occidentali). Dal luglio 1940 venne promosso Vice Capo di Stato Maggiore Generale, assumendo la guida dell'importantissima Direzione dei Servizi di Informazione militare.

## La guerra
In questo ruolo, Golikov indubbiamente porta grosse responsabilità nella sottovalutazione e nella mancata informazione dell'imminente attacco di sorpresa tedesco. Peraltro i suoi rapporti troppo reticenti e contraddittori derivarono in gran parte anche dall'effetto paralizzante provocato dalle draconiane direttive staliniane e dalla eccessiva sudditanza di Golikov alle istanze provenienti dai dirigenti superiori. Il 22 giugno 1941, l'offensiva tedesca colse di sorpresa l'Armata Rossa e provocò il crollo iniziale delle difese sovietiche.
Fino al novembre 1941 Golikov, nonostante i suoi errori, rimase alla direzione dello spionaggio militare e durante l'estate egli si recò ripetutamente nelle capitali anglosassoni per le trattative sugli aiuti militari all'URSS e sulla eventuale apertura di un Secondo fronte. Durante questi incontri fece mostra con i suoi interlocutori di una arcigna e impenetrabile reticenza riguardo all'Unione Sovietica e alla sua situazione politico-militare reale. In piena battaglia di Mosca, Golikov chiese a Stalin di essere riassegnato ad un comando operativo. Al comando della 10. Armata durante la battaglia per difendere la capitale, partecipò con successo alla controffensiva del 5 dicembre 1941 e alla successiva battaglia invernale.

## Le grandi battaglie del 1942-1943
Nella primavera 1942, Golikov prese il comando dell'importante Fronte di Brjansk e subì l'urto principale della nuova offensiva tedesca (Operazione Blu); alcuni contrasti con Stalin, riguardo alla difesa di Voronež e alla condotta delle operazioni con i numerosi corpi corazzati assegnategli di rinforzo, portarono alla sua sostituzione con il generale Nikolaj Vatutin (luglio 1942). La disgrazia fu di breve durata, nell'ottobre 1942 (dopo aver partecipato in settembre anche alla fase difensiva della battaglia di Stalingrado come vice-comandante del fronte guidato da Erëmenko) ritornava al comando del Fronte di Voronež, incaricato della pianificazione della prevista offensiva invernale sull'Alto Don (parte della più generale offensiva sovietica invernale nel settore meridionale del fronte orientale). Cominciava così il periodo più felice della sua attività militare.
Il 16 dicembre 1942, iniziava l'Operazione Piccolo Saturno; dopo accese discussioni tra i generali sovietici e Stalin, la più ambiziosa Operazione Saturno (inizialmente prevista dallo Stavka) in direzione di Rostov per accerchiare in un colpo solo tutte le forze tedesche sul Don e nel Caucaso, era stata ridotta (con l'approvazione di Golikov e contrariamente al parere del collega Nikolaj Vatutin) nella variante ridotta (Piccolo Saturno) diretta principalmente contro le retrovie del raggruppamento del Don del feldmaresciallo Erich von Manstein che tentava di andare in soccorso della 6. Armee circondata a Stalingrado. I due fronti di Golikov (Fronte di Voronez) e Vatutin (Fronte Sud-Occidentale), travolsero in tre giorni due corpi d'armata dell'ARMIR italiano e poi dilagarono a valanga nella breccia, schiacciando le sacche di resistenza e i gruppi di fuggitivi a piedi nella neve. Il 17º Corpo corazzato di Golikov penetrò audacemente a Kantemirovka spazzando via il centro di rifornimento italiano e proteggendo il fianco della puntata dei carri armati di Vatutin verso gli aeroporti tedeschi che rifornivano Stalingrado.
Dopo questo primo successo, Golikov passò nuovamente all'attacco con le sue forze, rinforzate dalla potente 3.Armata corazzata del generale Pavel Rybalko, il 12 gennaio 1943 (Offensiva Ostrogorzk-Rossoš) sul fronte del Corpo Armata Alpino e dell'armata ungherese. Fu un successo ancora più clamoroso; i carri armati russi entrarono di sorpresa a Rossoš (quartier generale degli alpini) e in collaborazione con altre forze provenienti da nord accerchiarono una grande quantità di soldati, ungheresi, italiani e tedeschi. Il 24 gennaio le armate di Golikov partecipavano anche alla Offensiva Voronež-Kastornoe in cui sarebbero state definitivamente sbaragliate le divisioni ungheresi e costretta ad una rovinosa ritirata la II Armata tedesca.
Il fronte dell'Asse sembrava definitivamente crollato e Golikov (insieme a Vatutin più a sud) si gettò all'inseguimento del nemico avanzando in direzione di Char'kov e Poltava (Operazione Stella). Il 16 febbraio i corpi corazzati di Rybalko liberavano (dopo una dura lotta contro le divisioni scelte Waffen-SS) la grande città ucraina; la situazione sembrava straordinariamente favorevole. In realtà, invece, i tedeschi stavano preparando una grossa controffensiva che, cogliendo di sorpresa le forze sovietiche estenuate e esaurite dalla interminabile avanzata, mise prima in grosse difficoltà il fronte del generale Vatutin (che venne ributtato con gravi perdite oltre il Doneč) e poi attaccò anche le armate di Golikov (rimaste col fianco sinistro scoperto dopo la ritirata di Vatutin). Durante la Terza Battaglia di Char'kov le Panzerdivision Waffen-SS schiacciarono la 3ª Armata corazzata e riconquistarono la città. In grande difficoltà, Golikov riuscì (con l'aiuto di nuovi rinforzi) a ripiegare con le sue truppe malconce verso nord, abbandonando anche Belgorod. Questa inattesa sconfitta avrebbe segnato la fine della carriera operativa sul campo di Golikov.

## Gli ultimi anni
Il 22 marzo 1943 Stalin rimosse Golikov dal comando del Fronte di Voronež, trasferendolo al Commissariato alla Difesa a Mosca, con l'incarico di Capo della Direzione Quadri del Commissariato, dove sarebbe rimasto fino alla fine della guerra. Nel dopo guerra Golikov diresse ancora la scuola Truppe Corazzate dell'Armata Rossa e la Direzione Politica centrale delle Forze Armate (1958-1962). Nel 1961 era stato promosso al grado supremo di Maresciallo dell'Unione Sovietica.